# فردریک (داکوتای جنوبی)
فردریک(به انگلیسی: Frederick) شهری در ایالت داکوتای جنوبی کشور ایالات متحده آمریکا است که جمعیت آن در سرشماری سال ۲۰۱۰ میلادی، ۱۹۹ نفر بوده‌است.